# Ким, Энди (певец)
Энди Ким (англ. Andy Kim, имя при рождении Эндрю Юаким, Andrew Youakim) — канадский певец и автор песен второй половины XX — начала XXI века. В начале карьеры получил известность как соавтор Джеффа Барри, с которым создал ряд хитов в жанре бабблгам-поп, включая занимавшую первую строчку в чарте Billboard песню «Sugar, Sugar». Позже самостоятельно выпустил еще один хит 1 — «Rock Me Gently». В 1980-е и 1990-е годы записывал песни под псевдонимом Барон Лонгфелло, дистанциируясь от образа исполнителя подростковой эстрады, в начале XXI века сотрудничал с рок-исполнителями Эдом Робертсоном (Barenaked Ladies) и Кевином Дрю (Broken Social Scene). Произведения Энди Кима разошлись общим тиражом свыше 30 млн копий. Лауреат первой премии «Джуно» сольному исполнителю (1970), обладатель звезды на Аллее славы Канады (2018), член Зала славы хит-парадов Billboard (2009) и Зала славы канадской музыки (2019), офицер ордена Канады (2023); песня «Sugar, Sugar» в 2006 году включена в списки Зала славы авторов песен Канады.

## Биография
Родился в Монреале в семье выходцев из Ливана, державших продуктовую лавку; источники расходятся в отношении года рождения будущего музыканта, однако, согласно самому Киму, он уже в 12 лет выбрал для себя эту карьеру.
Свой первый сингл, «Give Me Your Love», записал для 20th Century Fox. Подростком на скопленные 40 долларов отправился в Нью-Йорк, где добился прослушивания у Джеффа Барри и сумел впечатлить того достаточно для подписания контракта с его лейблом Steed Records. В 1968 году Барри и Ким выпустили свой первый совместный хит «How’d We Ever Get This Way». Сингл разошелся тиражом 800 тысяч экземпляров и стал первой из девяти работ Кима (в основном написанных с Барри для подростковой аудитории), поднимавшихся в топ-40 чарта Billboard. В их число входили также попавшие в первую двадцатку хит-парада «So Good Together» and «Baby, I Love You» (созданная с Филом Спектором), тираж каждой из которых превысил миллион копий; «Baby, I Love You» с тиражом свыше 1,5 млн копий принесла Киму его первый золотой диск. Однако наиболее успешной для Кима стала написанная с Барри и Элли Гринвич для анимационного сериала The Archie Show песня «Sugar, Sugar». Она прозвучала в сериале в исполнении рисованной группы The Archies, а среди реальных исполнителей за кадром был и сам Ким. «Sugar, Sugar» возглавляла чарт Billboard на протяжении четырех недель и стала самым продаваемым синглом 1969 года. Всего в мире продано более 13 миллионов копий, песня удостоилась многочисленных кавер-версий от таких исполнителей как Айк и Тина Тёрнеры, Боб Марли и Уилсон Пикетт. В 1970 году, на первой церемонии канадской музыкальной премии «Джуно», Энди Ким получил ее как мужчина-вокалист года.
После нескольких лет спада в карьере, во время которых Ким переехал в Лос-Анджелес и успел вернуться в Монреаль, Энди и его брат Джо основали собственный лейбл !CE. На нем певец в 1974 году выпустил альбом Andy Kim и сингл «Rock Me Gently», от которого отказались другие звукозаписывающие фирмы. Песня, демонстрировавшая более зрелый стиль, чем создававшиеся с Барри хиты бабблгам-попа, вышла на первое место в чартах не только Канады, но и США (где оставалась в Billboard Hot 100 на протяжении четырех месяцев) и стала популярна в других странах, в общей сложности разойдясь тиражом свыше 3 млн копий. На следующий год Ким был кандидатом на «Джуно» в трех номинациях — как композитор года, продюсер года и за самый продаваемый сингл.
В 1976 году скончался отец певца, что побудило его на некоторое время практически полностью расстаться с шоу-бизнесом. Однако в конце десятилетия с ним подписал контракт Гордон Миллз, менеджер Тома Джонса. По совету Миллза Ким, чтобы дистанциироваться от привычного образа молодежной поп-звезды, на протяжении 1980-х и 1990-х годов выпускал новые произведения под псевдонимом Барон Лонгфелло. Его сингл «Amour» в жанре Adult contemporary принес автору в 1982 году номинации на «Джуно» в категориях «сингл года» и «композитор года».
В 1995 году завязалась дружба между Энди Кимом и Эдом Робертсоном из группы Barenaked Ladies. Робертсон уговорил Кима, к тому времени снова почти отошедшего от дел, записать с ним песню «I Forgot to Mention», которая в результате вошла в топ-10 канадского чарта и принесла Киму приз лучшему независимому солисту на Неделе канадской музыки в 2004 году. На следующий год он выпустил песню «Whatever Happened to Christmas» с Роном Секссмитом и в 2011 году записал свой первый за 20 лет альбом Happen Again. В 2015 году на лейбле Arts & Crafts вышел еще один альбом Кима It’s Decided, спродюсированный Кевином Дрю из группы Broken Social Scene. Альбом получил хорошие оценки и особенно понравился Дэвиду Леттерману, пригласившего Кима с группой выступить в своей программе за несколько недель до ее завершения.
В общей сложности за карьеру песни Энди Кима были проданы тиражом, превышающим 30 млн копий. Песня «Sugar, Sugar» в 2006 году была включена в списки Зала славы канадских авторов песен. Сам Ким в 2009 году стал членом Зала славы хит-парадов Billboard, в 2016 году — Зала славы канадской музыкальной индустрии, а в 2019 году — Зала славы канадской музыки. В 2018 году он также был удостоен звезды на Аллее славы Канады, а в 2023 году стал офицером ордена Канады.

## Альбомы

### Студийные
- 1968 — How’d We Ever Get This Way (Geffen)
- 1969 — Baby, I Love You (Capitol / Steed)
- 1969 — Rainbow Ride (Geffen)
- 1974 — Andy Kim (Capitol)
- 1980 — Baron Longfellow (Ice Records)
- 1984 — Prisoner By Design (Ice Records)
- 2011 — Happen Again (Angel Air Records)
- 2015 — It’s Decided (Arts & Crafts)

### Сборники
- 1999 — Baby I Love You: Greatest Hits (EMI Music Distribution)
- 2006 — Baby, I Love You/Andy Kim (Collectors' Choice Music)
- 2006 — How’d We Ever Get This Way/Rainbow Ride (Collectors' Choice Music)